# Замтер, Адольф
Адольф Замтер (нем. Adolf Samter, 2 марта 1824, Кенигсберг — 17 июня 1883, Франценсбад) — немецкий предприниматель и экономист.
По профессии банкир; противник частной поземельной собственности, представитель аграрного социализма.
С 1843 года занимался банковским бизнесом, тогда же начал публиковать статьи по проблемам тарифного регулирования. В 1846 году купил типографию и основал издательскую фирму. В 1848 году редактировал «Новую газету Кёнигсберга». В 1856 году продал издательский бизнес и сосредоточился на банковском деле.

## Публикации
- «Soziallehre» (Лейпциг, 1875)
- «Gesellschaftliches und Privateigentum als Grundlage der Sozialpolitik» (Лейпциг, 1877)
- «Der Eigentumsbegriff» (Йена 1878)
- «Das Eigentum in senier sozialen Bedeutung» (Йена, 1879).